# Shing Mun
Lo Shing Mun (in cinese 城門河; nell'Alfabeto fonetico internazionale in lingua cantonese sɪŋ11 mʊn11 hɔ11, in cinese pinyin Chéng Mén Hé) è un fiume che si trova a Sha Tin, Hong Kong, Cina. 

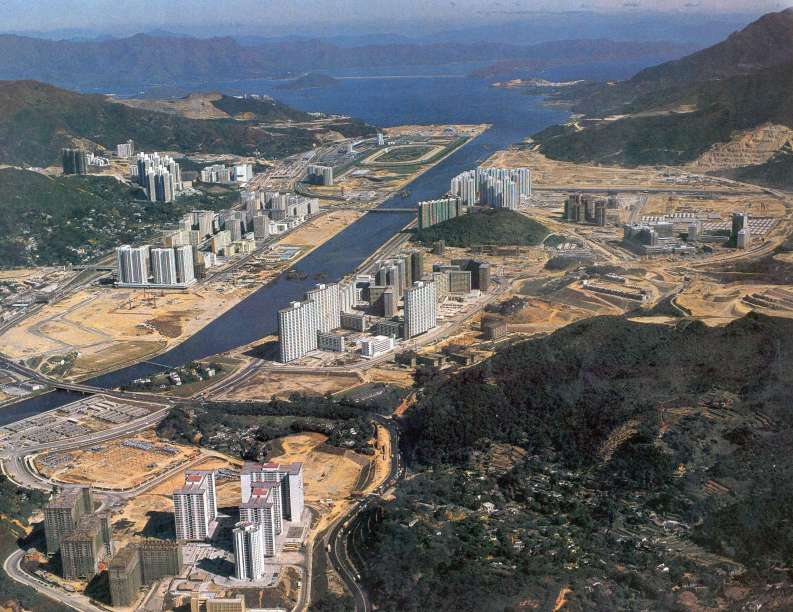
L'area circostante lo Shing Mun nelle prime fasi di sviluppo. Ora l'area ha un'alta densità di edifici.

## Storia
Il fiume Shing Mun originariamente cominciava sulla Needle Hill e fluiva nell'antica Sha Tin Hoi, una baia poco profonda. Quando Sha Tin Hoi venne bonificata e trasformata in una nuova città il fiume Shing Mun si estendeva 7 km di lunghezza e 200m di larghezza nel mezzo dell'area che sfocia a Porto Tolo. Altri fiumi che prima attraversavano Sha Tin Hoi adesso sono affluenti dello Shing Mun o in uno dei suoi nullah.
Lo Shing Mun scorre dall'area di Tai Wai, attraversa il centro della città di Sha Tin, fino a Porto Tolo. Il fiume ha tre tributari principali: il Tai Wai Nullah, il Fo Tan Nullah ed il Siu Lek Yuen Nullah. Attorno al fiume Shing Mun sono sorti edifici residenziali, commerciali ed industriali di alto livello che hanno portato a un grande sviluppo demografico nei dintorni. Sono stati inoltre costruiti parecchi ponti per collegare le due sponde del fiume Shing Mun.

## Inquinamento
Il fiume Shing Mun è stato intensamente inquinato dagli scarichi indiscriminati di industrie, attività agricole e commerciali e da scarichi domestici. L'inquinamento organico complessivo, negli anni ottanta, era equivalente a quello prodotto da una popolazione di 160.000 unità. A quel tempo era difficile trovare creature viventi nel fiume.
La qualità del fiume Shing Mun è migliorata da cattiva a buona, nella scala della qualità dell'acqua, dal 1993. Forme di vita come pesci ed invertebrati sono riapparsi nel fiume.
A fianco della corte Man Lai è stata costruita una riva artificiale di 250 m di lunghezza, dove vi sono spesso accumuli di sedimenti e odori sgradevoli.

## Uso attuale
Sebbene il fiume Shing Mun sia stato inizialmente ideato per la fognatura da Sha Tin Hoi a una zona di circa 37 km² è ora un posto popolare per chi è in cerca di svago, come canottieri, pescatori, ciclisti o semplici viandanti sulla riva.
È un luogo conosciuto specialmente per gli sport acquatici, quali remi, canottaggio, kayak, e gare di vela. Ci sono due cantieri navali sullo Shing Mun che sono posti a Yuen Wo Rd ed a Shek Mun.